# Caspasa 8
La caspasa-8 és una proteïna caspasa, codificada pel gen CASP8. El més probable és que actuï sobre la caspasa-3. S'han identificat ortòlegs CASP8 en nombrosos mamífers dels quals es disposa de dades completes del genoma. Aquests ortòlegs únics també estan presents en les aus.

## Funció
El gen CASP8 codifica un membre de la família de la cisteïna - proteasa de l'àcid aspártic (caspasa). L'activació seqüencial de les caspases té un paper central en la fase d'execució de l'apoptosi cel·lular. Les caspases existeixen com a proenzims inactius composts per un prodomini, una subunitat de proteasa gran i una subunitat de proteasa petita. L'activació de les caspases requereix un processament proteolític en residus aspártics interns conservats per generar un enzim heterodimèric format per les subunitats grans i petites. Aquesta proteïna està implicada en la mort cel·lular programada induïda per Fas i diversos estímuls apoptòtics. El domini efector de la mort semblant a FADD N-terminal d'aquesta proteïna suggereix que pot interactuar amb la proteïna FADD que interacciona amb Fas. Aquesta proteïna es va detectar a la fracció insoluble de la regió cerebral afectada de pacients amb malaltia de Huntington, però no en els de controls normals, cosa que implicava el paper en malalties neurodegeneratives. S'han descrit moltes variants de transcripció empalmades alternativament que codifiquen diferents isoformes, encara que no totes les variants han tingut determinades les seves seqüències de longitud completa.
|  |

## Importància clínica
Un trastorn genètic molt rar del sistema immunitari també pot ser causat per mutacions en aquest gen. Aquesta malaltia, anomenada CEDS, significa " estat de deficiència de caspasa vuit ". CEDS té característiques similars a ALPS, una altra malaltia genètica de l'apoptosi, amb l'addició d'un fenotip immunodeficient. Així, les manifestacions clíniques inclouen esplenomegàlia i limfadenopatia, a més d'infeccions sinopulmonars recurrents, herpesvirus mucocutani recurrent, berrugues persistents i infeccions per mol·lusc contagiós i hipogammaglobulinemia. De vegades hi ha malaltia infiltrativa limfocítica als òrgans del parenquimat, però l'autoimmunitat és mínima i no s'ha observat limfoma en els pacients amb CEDS. El CEDS s'hereta de manera autosòmica recessiva.
El fenotip clínic dels pacients amb CEDS va representar una paradoxa, ja que es considerava que la caspasa-8 era principalment una proteasa proapoptòtica, que estava principalment implicada en la transducció de senyals dels receptors de la família del receptor del factor de necrosi tumoral com Fas. El defecte en l'activació dels limfòcits i la immunitat protectora va suggerir que la caspasa-8 tenia funcions de senyalització addicionals en els limfòcits. Un treball posterior va revelar que la caspasa-8 era essencial per a la inducció del factor de transcripció "factor nuclear κB" (NF-κB) després de l'estimulació mitjançant receptors d'antigen, receptors Fc o receptor 4 de tipus Toll en cèl·lules T, B i assassines naturals.
Bioquímicament, es va trobar que la caspasa-8 entrava al complex de l'inhibidor de la quinasa NF-κB (IKK) amb el complex adaptador Bcl10-MALT1 (teixit limfàtic associat a la mucosa) aigües amunt, que era crucial per a la inducció de la translocació nuclear de NF-κB. A més, la forma bioquímica de la caspasa-8 diferia en les dues vies. Per a la via de la mort, el zimogen de la caspasa-8 es divideix en subunitats que s'agrupen per formar l'heterotetràmer de caspasa madur i altament actiu, mentre que per a la via d'activació, el zimogen sembla romandre intacte potser per limitar la seva funció proteolítica però millorar la seva capacitat com a proteïna adaptadora.